# Dieter Cunz
Dieter Cunz (4 de agosto de 1910-17 de febrero de 1969) fue un historiador, escritor, educador y periodista ocasional germano-estadounidense. También se cree que fue coautor de varias novelas de detectives o Kriminalromane en colaboración con Oskar Seidlin y Richard Plant, bajo el nombre colectivo de Stefan Brockhoff
Cunz nació en un área rural de Westerwald, en Alemania, y creció en Schierstein (en Hesse), un barrio de Wiesbaden. Estudió Historia, Historia de la religión y Literatura alemana en diversas universidades alemanas, trabando amistad durante su paso por la universidad de Berlín en 1931 con Richard Plant y Oskar Koplowitz (alias Seidlin). Terminó sus estudios en la Universidad de Fráncfort, donde presentó en 1934 su tesis doctoral de historia sobre Johann Kasimir.
Posteriormente emigró a Suiza con Oskar Koplowitz, que se había convertido en su pareja, huyendo de la persecución de los nazis contra judíos y homosexuales. En Basilea se alojaron con Richard Plant, que los acogió en su casa. Bajo el seudónimo colectivo Stefan Brockhoff los tres publicarían una serie de novelas de detectives en la editorial Goldmann. En 1936 se publicó su estudio sobre la historia constitucional de Europa, Europäische Verfassungsgeschichte der Neuzeit, seguida en el año siguiente por una monografía sobre Zuinglio. En 1937 Cunz y Koplowitz se trasladaron a Lausana, donde ambos cursaron dos años de posgrado. Su Um uns herum: Märchen aus dem Alltag se editó en 1938.
En ese mismo año, 1938, Cunz y Koplowitz emigraron a los Estados Unidos, donde los recibió de nuevo Plant en Nueva York; allí su primera publicación parece haber sido un estudio histórico de los estadounidenses de Maryland de origen alemán, editado en 1940, un precursor de su The Maryland Germans: A History (1948). Fue profesor de alemán en la Universidad de Maryland, y desde 1956, en la Universidad Estatal de Ohio, que en la actualidad tiene un edificio que lleva su nombre (Dieter Cunz Hall of Languages, en el número 1841 de Millikin Road en Columbus (Ohio).
Al género de la literatura infantil pertenecen su They Came from Germany: The Stories of Famous German-Americans, publicado en 1966, donde cuenta la llegada de alemanes opositores y perseguidos por los nazis a los Estados Unidos. También fue coautor de libros de texto para aprender alemán.
Falleció de forma inesperada el 17 de febrero de 1969, a la edad de 58 años.